# Seleção Chinesa de Rugby Union
A Seleção Chinesa de Rugby Union é a equipe que representa a China em competições internacionais de Rugby Union.

## Ligações Externas
- http://rugbydata.com/china/gamesplayed